# Christella
Christella,  rod papratnica iz porodice Thelypteridaceae rasprostranjen poglavito po tropima i suptropima Starog svijeta, od Afrike (4) preko Indije i jugoistočne Azije do Kine, Japana, Malezije, Melanezije i Polinezije. Dvije vrste su u neotropima. 
Neke afričke vrste čekaju premještaj u druge rodove
Na popisu je 70 vrsta i 24 hibrida. Rod je opisan 1971.

## Vrste
1. Christella acuminata (Houtt.) Holttum
2. Christella adenopelta Holttum
3. Christella afzelii (C. Chr.) Holttum
4. Christella arida (D. Don) Holttum
5. Christella balansae (Ching) Holttum
6. Christella boninensis (Kodama ex Koidz.) Holttum
7. Christella buchananii (Schelpe) J. P. Roux
8. Christella burmanica (Ching) Holttum
9. Christella buwaldae (Holttum) Holttum
10. Christella callensii (Alston) Holttum
11. Christella calvescens (Ching) Holttum
12. Christella carolinensis (Hosok.) Holttum
13. Christella chaseana (Schelpe) Holttum
14. Christella clarkei (Bedd.) Holttum
15. Christella conspersa (Schrad.) Á. Löve & D. Löve
16. Christella crinipes (Hook.) Holttum
17. Christella cuneata (K. H. Shing) comb. ined.
18. Christella darainensis Rakotondr.
19. Christella dentata (Forssk.) Brownsey & Jermy
20. Christella distans (Hook.) Holttum
21. Christella ensifera (Tagawa) Holttum ex C. M. Kuo, H. L. Liu, T. C. Huang, T. Koyama & De Vol
22. Christella euphlebia (Ching) Holttum
23. Christella evoluta (C. B. Clarke ex Bedd.) Holttum
24. Christella friesii (Brause) Holttum
25. Christella fukienensis (Ching) Holttum
26. Christella gretheri (W. H. Wagner) Holttum
27. Christella guamensis Holttum
28. Christella gueintziana (Mett.) Holttum
29. Christella guineensis (Christ) Holttum
30. Christella gustavii (Bedd.) Holttum
31. Christella harveyi (Mett. ex Kuhn) Holttum
32. Christella hispidula (Decne.) Holttum
33. Christella hokouensis (Ching) Holttum
34. Christella jaculosa (Christ) Holttum
35. Christella jinghongensis (Ching ex K. H. Shing) A. R. Sm. & S. E. Fawc.
36. Christella latipinna (Benth.) Lév.
37. Christella lebeufii (Baker) Holttum
38. Christella meeboldii (Rosenst.) Holttum
39. Christella microbasis (Baker) Holttum
40. Christella minima Holttum
41. Christella modesta Holttum
42. Christella moluccana M. Kato
43. Christella multiauriculata Punetha
44. Christella multifrons (C. Chr.) Holttum
45. Christella namburensis (Bedd.) Holttum
46. Christella nana Holttum
47. Christella nanxiensis (Ching ex K. H. Shing) A. R. Sm. & S. E. Fawc.
48. Christella oblancifolia (Tagawa) A. R. Sm. & S. E. Fawc.
49. Christella pacifica Holttum
50. Christella papilio (C. Hope) Holttum
51. Christella parasitica (L.) Lév.
52. Christella peekelii (Alderw.) Holttum
53. Christella perpubescens (Alston) Holttum
54. Christella procera (D. Don) Mazumdar
55. Christella prolixa (Willd.) Holttum
56. Christella pseudogueintziana (Bonap.) J. P. Roux
57. Christella rupicola (Hosok.) Holttum
58. Christella scaberula (Ching) Holttum
59. Christella semisagittata (Roxb. ex Griff.) Holttum
60. Christella shimenensis (K. H. Shing & C. M. Zhang) A. R. Sm. & S. E. Fawc.
61. Christella siamensis (Tagawa & K. Iwats.) Holttum
62. Christella sledgei (Fraser-Jenk.) Ranil
63. Christella subacuta (Ching) A. R. Sm. & S. E. Fawc.
64. Christella subdentata Holttum
65. Christella subelata (Baker) Holttum
66. Christella subjuncta (Baker) Holttum
67. Christella subpubescens (Blume) Holttum
68. Christella thailandica (S. Linds.) comb. ined.
69. Christella timorensis Holttum
70. Christella wulingshanensis (C. M Zhang) A. R. Sm. & S. E. Fawc.
71. Christella ×altissima Holttum
72. Christella ×caii (Ching ex K. H. Shing) comb. ined.
73. Christella ×contracta (Ching ex K. H. Shing) comb. ined.
74. Christella ×dentarida (Fraser-Jenk.) comb. ined.
75. Christella ×elata (Ching ex K. H. Shing) comb. ined.
76. Christella ×fraser-jenkinsii Ranil
77. Christella ×gorkhalensis (Fraser-Jenk.) comb. ined.
78. Christella ×hirtipes (K. H. Shing & C. F. Zhang) comb. ined.
79. Christella ×incesta (W. H. Wagner) Nakaike & Kawab.
80. Christella ×inexspectata (Fraser-Jenk.) comb. ined.
81. Christella ×jaculodentata (Fraser-Jenk.) comb. ined.
82. Christella ×jerdonii (Ching) Holttum
83. Christella ×kumaunica Holttum
84. Christella ×linii (Fraser-Jenk.) comb. ined.
85. Christella ×longqishanensis (K. H. Shing) comb. ined.
86. Christella ×nareshii (Fraser-Jenk.) comb. ined.
87. Christella ×nepalensis (Fraser-Jenk.) comb. ined.
88. Christella ×omeigensis (Ching) Holttum
89. Christella ×palmeri (W. H. Wagner) comb. ined.
90. Christella ×papilioides (Fraser-Jenk.) comb. ined.
91. Christella ×parahispidula (Fraser-Jenk.) Ranil
92. Christella ×sinodentata (Ching & Z. Y. Liu) comb. ined.
93. Christella ×wildemanii (Christ) comb. ined.
94. Christella ×yuanjiangensis (Ching ex K. H. Shing) comb. ined.

## Sinonimi
- Christella sect.Pelazoneuron Holttum
- Thelypteris sect.Christella (H.Lév.) Fraser-Jenk.